# Lo Chastanet
Lo Chastanèt (en francès Le Châtenet-en-Dognon) és un municipi francès situat al departament de l'Alta Viena i a la regió de la Nova Aquitània. El poble està situat a la Via Lemovicensis del pelegrinatge cap a Sant Jaume de Galícia.

## Demografia
| 1962                                       | 1968 | 1975 | 1982 | 1990 | 1999 | 2007 |
| ------------------------------------------ | ---- | ---- | ---- | ---- | ---- | ---- |
| 466                                        | 498  | 446  | 412  | 437  | 424  | 412  |
| Des de 1962: població sense dobles comptes |      |      |      |      |      |      |

## Administració
| Període | Identitat     | Partit |
| ------- | ------------- | ------ |
| 2001-   | Hervé Valadas | PS     |